# Bandvagn 206
El Bandvagn 206, abreviado Bv 206, es un vehículo tractor oruga todoterreno y articulado desarrollado por la compañía Hägglunds (ahora parte de BAE Land Systems) para el Ejército de Suecia. El vehículo está formado por dos unidades, todo ello propulsado por cuatro cadenas. Puede transportar hasta 17 personas (6 en el compartimento frontal y 11 en el trasero), además de para transportar personas, el compartimento trasero puede ser adaptado para diferentes aplicaciones.

## Diseño

Dibujo de un BV206.

Al igual que su predecesor, el Volvo Bv 202, el Bv 206 está diseñado para transportar tropas y equipamiento a través de terrenos de pantanos y nieve en el norte de Suecia. La baja presión que ejerce sobre terreno hace posible que el Bv 206 se arregle en un amplio rango de condiciones difíciles. Además es totalmente anfibio, con una velocidad en el agua de 4,7 km/h. Fueron producidos más de 11.000 vehículos y es usado en más de 37 países en todo el mundo.
Tiene capacidad para una carga total de 2.250 kg y puede arrastrar un peso total de 2.500 kg que también puede ser remolcado detrás del segundo compartimento.

## Variantes

### Bv 206A

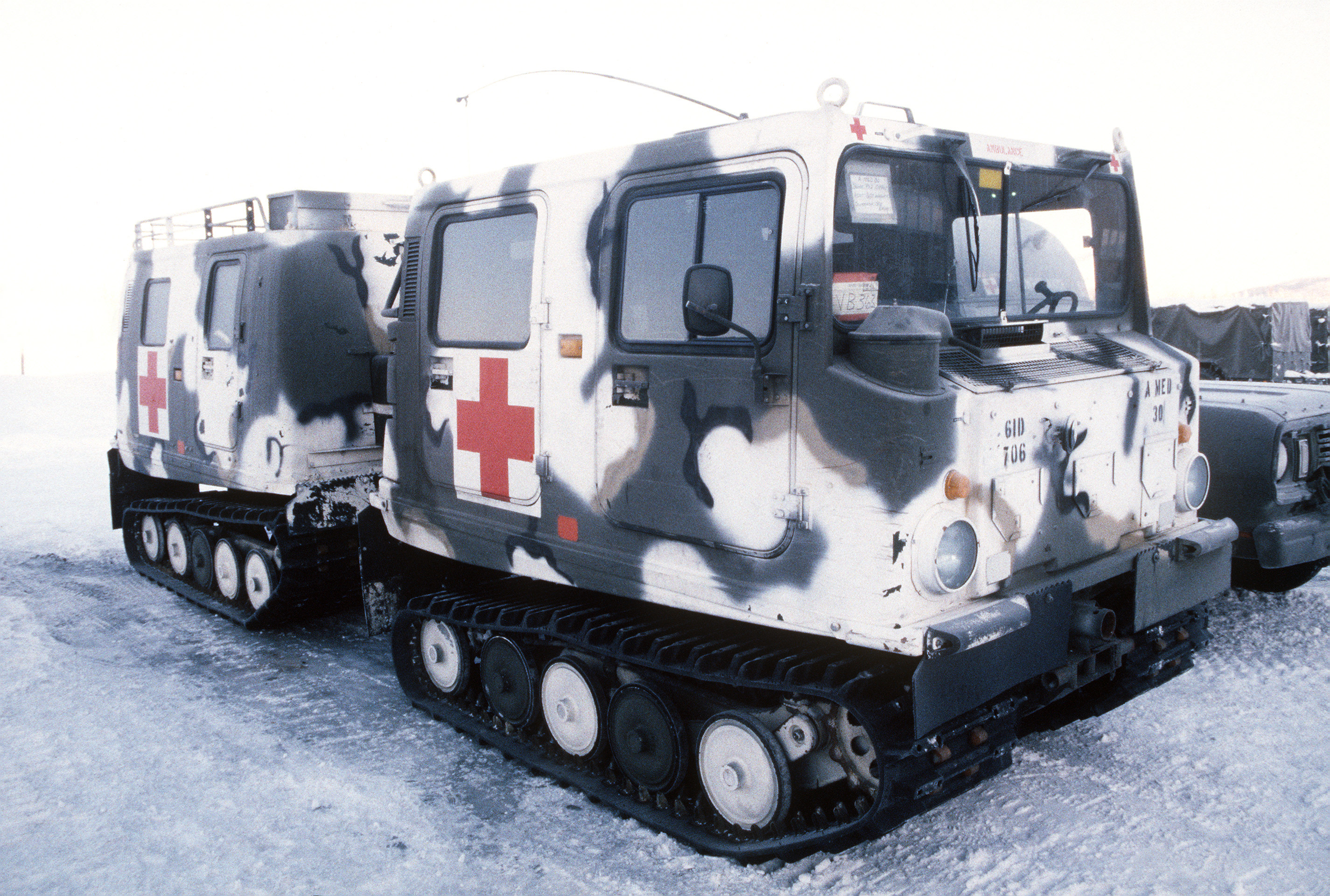
Bv206A de Estados Unidos, designado M-973.

El Bv206A es una versión ambulancia, con capacidad para transportar camillas en el compartimento trasero.

### Bv 206F
El BV206F es una variante contra incendios.

### PvBv 2062
El PvBv 2062 es una versión de techo abierto del Bv 206 armada con una arma sin retroceso antitanque de 90 mm Pvpj 1110.

### PvBv 2063

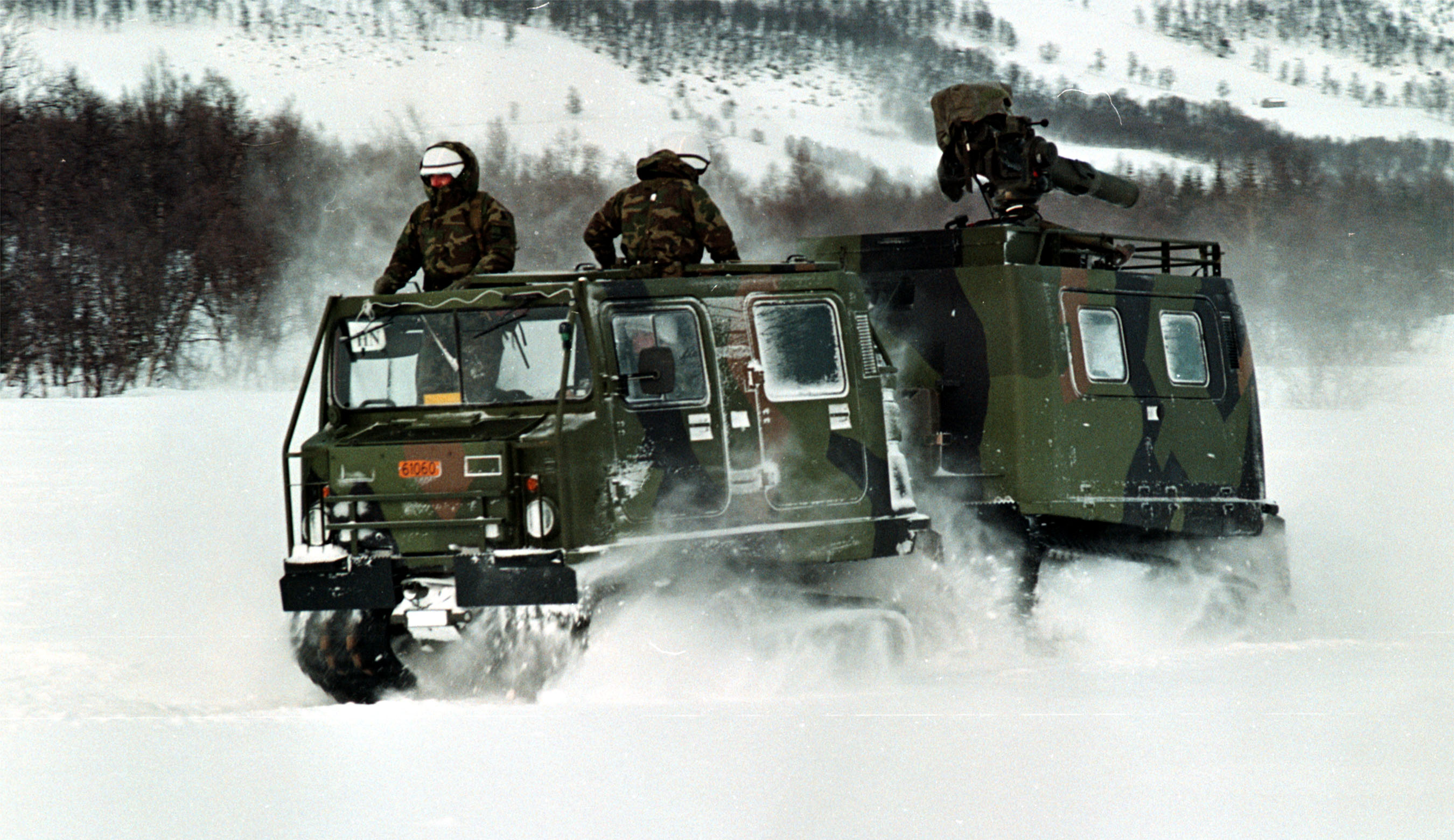
BV-206 con plataforma de misiles TOW perteneciente al Ejército Noruego y tripulado por Marines estadounidenses atravesando un terreno nevado cerca de Aesegarden, Noruega.

El PvBv 2063 es similar al PvBv 2062 pero equipado con un sistema de lanzamiento para misiles antitanque guiados TOW (Rbs 55) o Bofors BILL (Rbs 56).

### Bv 206S

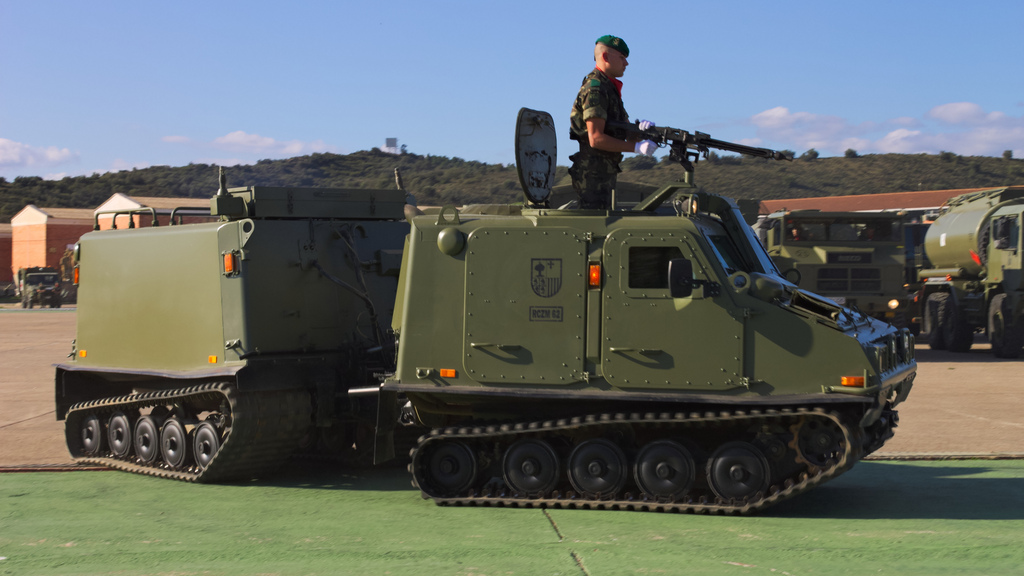
Bv206S en la base militar General Álvarez de Castro en San Clemente Sasebas, España.

El Bv 206S es una variante del Bv 206 para transporte blindado de personal, que proporciona protección a los ocupantes contra fuego de armas ligeras. Está en servicio con las fuerzas armadas de Francia, Alemania (200 unidades encargadas), España, Holanda, Italia (189 unidades) y Suecia (50 unidades).
Puede transportar 1 conductor más 11 soldados equipados para el combate, 4 en el compartimento frontal y ocho en el trasero. El Bv 206S puede ser transportado por aire en helicópteros Boeing CH-47 Chinook y Sikorsky CH-53E Super Stallion o cargado en aviones C-130 Hércules, entre otros.
Las tropas canadienses que tomaron parte en la Operación Anaconda en Afganistán realizaron un buen uso de este vehículo para avanzar sobre el escabroso terreno de las montañas afganas con el equipo de combate al completo, evitando el cansancio que sentirían los soldados si tuvieran que moverse a pie a esas grandes altitudes y extremas condiciones.

### BvS 10
El BvS 10, no confundir con el Bv 206 o Bv 206S, es un vehículo anfibio blindado más largo basado en las características de doble cabina y sistema de transmisión articulada típico de los vehículos todoterrenos de Hagglunds. Éste fue originalmente diseñado para los Comandos de los Marines Reales británicos y llamado VIKING.

### Otras variantes
Existen numerosas variantes más, incluyendo las siguientes: porta morteros, transporte de carga, transporte de combustible, radar, puesto de mando y transmisión de radio. Las unidades pueden ser fácilmente modificadas para satisfacer las necesidades específicas del usuario.

## Operadores
Argentina
 Brasil
 Canadá
 Chile
 China
 Corea del Sur
 España

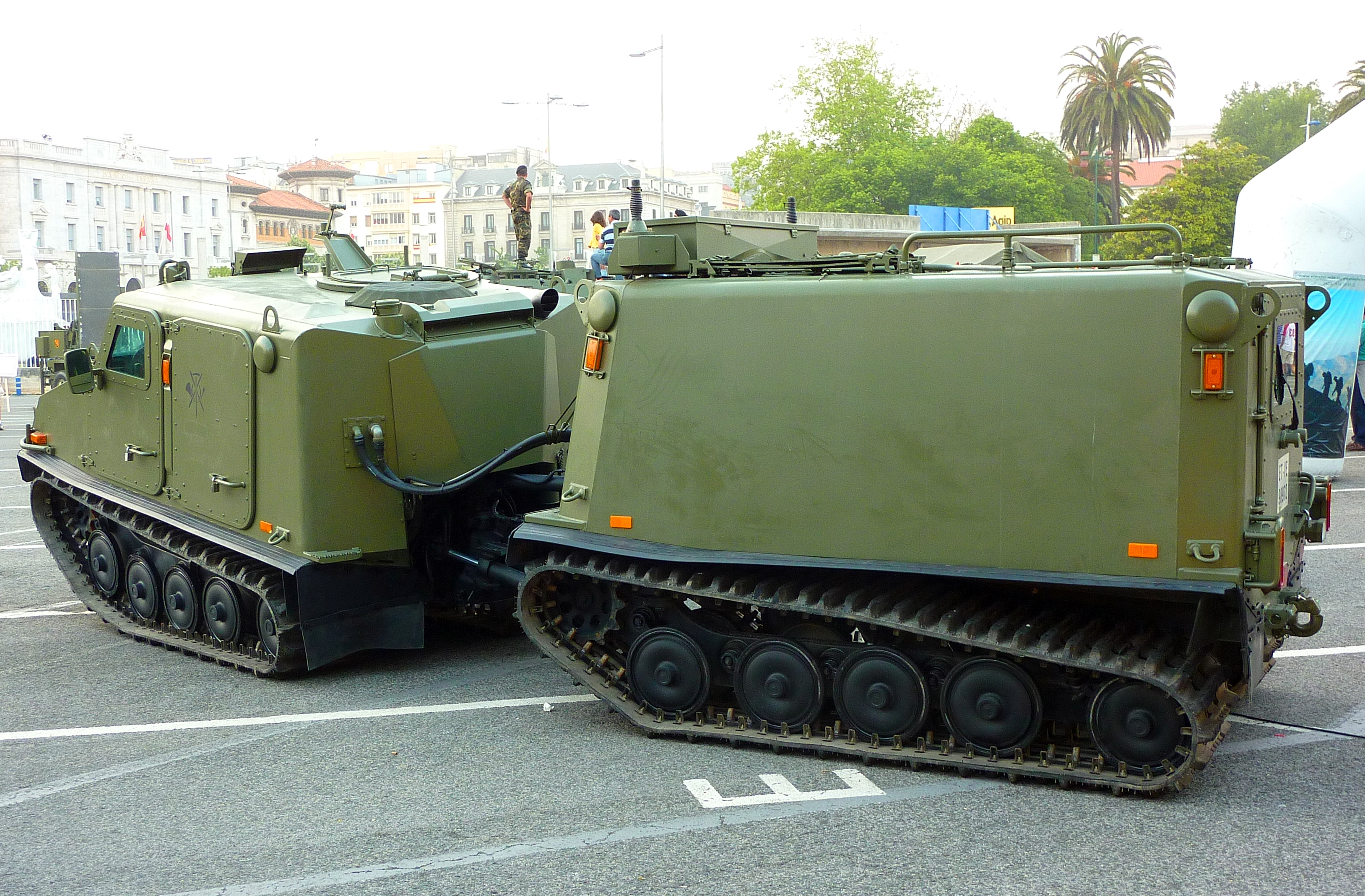
Un Bv-206S del Ejército de Tierra de España en el Día de las Fuerzas Armadas de 2009, en el Puerto de Santander.

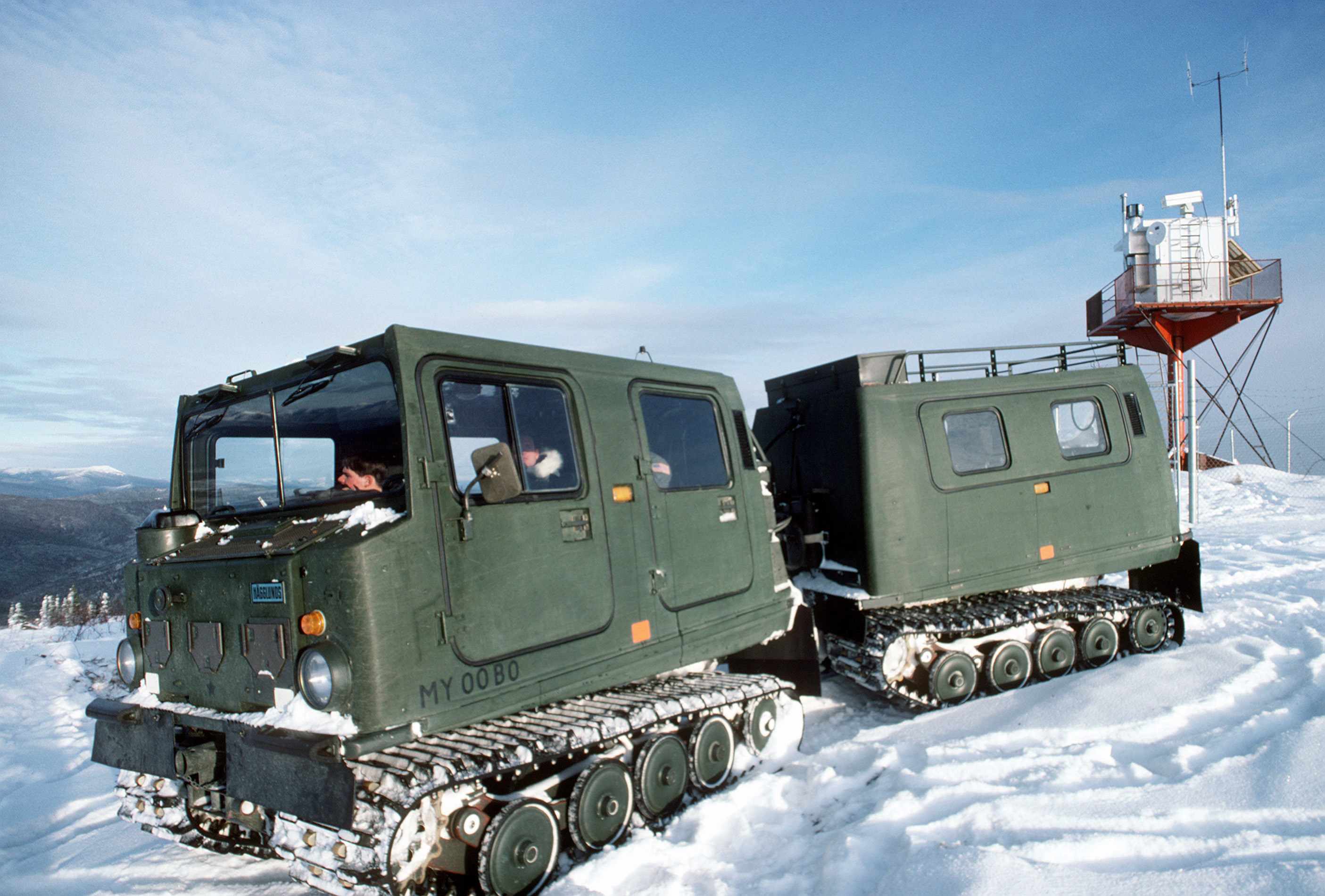
Un M-973 (designación estadounidense del Bandvagn 206) en terreno nevado de Alaska, Estados Unidos.

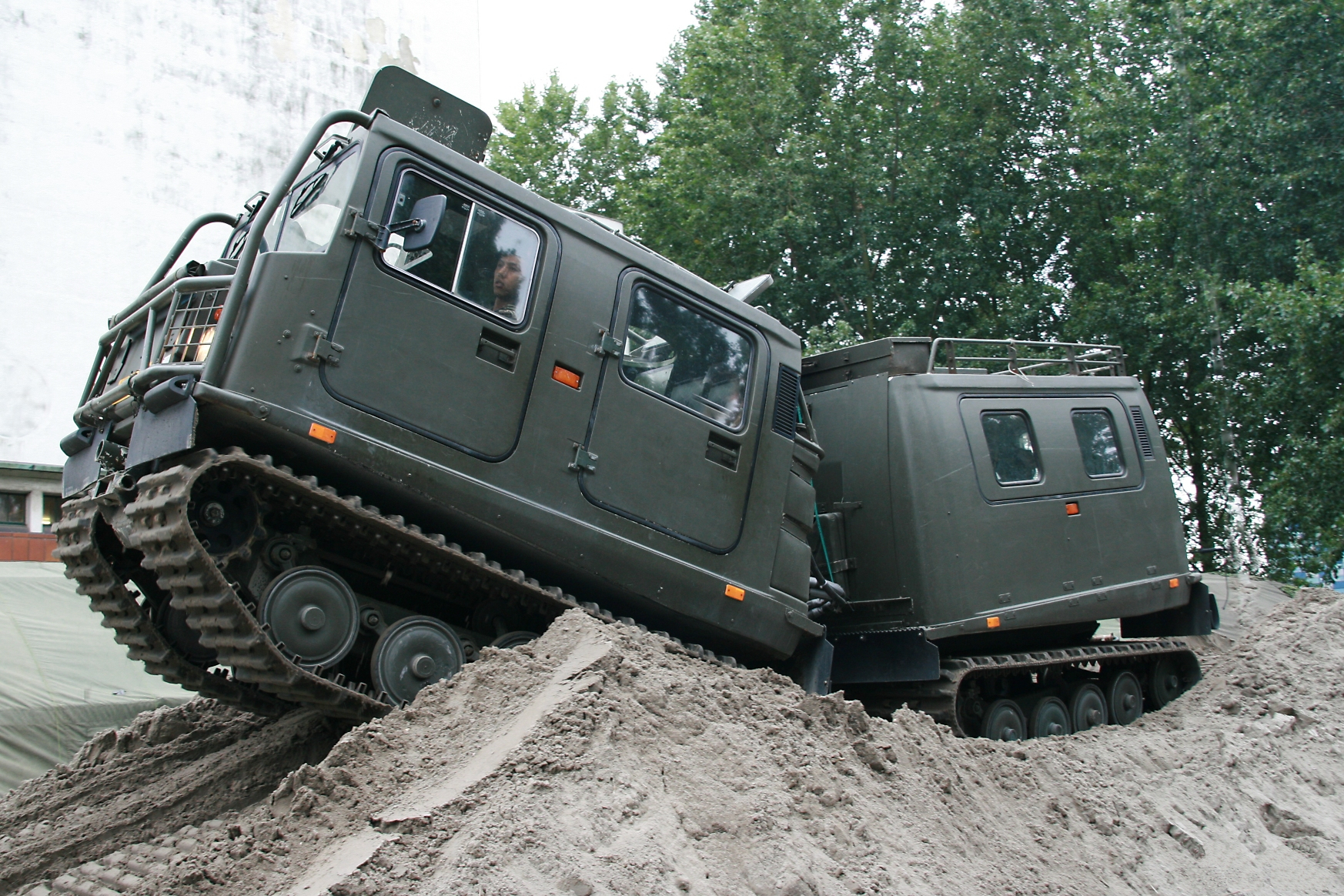
Bandvagn 206 de los Países Bajos.

- Ejército de Tierra de España. 47 Bandvagn 206 y 20 Bandvagn 206S. La adquisición de los vehículos TOM (Tractor Oruga de Montaña) Bandvagn 206 se remonta a finales de los años 1980, cuando se compraron dos unidades del Bv206 para evaluarlas en la Brigada de Cazadores de Montaña. La evaluación resultó satisfactoria por lo que se realizó un pedido de 32 unidades más. Pedidos posteriores han ampliado la flota a algo más de 40 vehículos.[1] El Bv206S es la versión blindada del anterior. El Ejército de Tierra recibió en el año 2003 las primeras 10 unidades del vehículo TOM Bv206S, de un total de 50 unidades adquiridas para la Brigada de Cazadores de Montaña.[1]
- La Brigada Móvil de la Ertzaintza también es operadora del vehículo anfibio.[2]

 Estados Unidos
 Estonia
 Finlandia
 Francia
 Italia
 Letonia
 Lituania
 Malasia
 México
 Noruega
 Países Bajos
 Pakistán
 Reino Unido
 Uruguay
 Singapur
 Suecia

### Vehículos similares
- Sisu Nasu
- / Ural-5920

### Listas relacionadas
- Anexo:Materiales del Ejército de Tierra de España